# 劉廣聰
劉廣聰（？—？），山东鄒平縣人，清朝政治人物。同进士出身。
康熙十八年（1679年）己未科進士。康熙四十四年（1705年），擔任清朝廣州府南海縣知縣。后由林鳴選接任。官至廣東程鄉縣知縣。